# ハーク (オーバーフランケン)
ハーク (ドイツ語: Haag) は、ドイツ連邦共和国バイエルン州バイロイト郡（オーバーフランケン行政管区）に属す町村（以下、本項では便宜上「町」と記述する）で、クロイセン行政共同体を構成する自治体の一つである。

## 地理

### 自治体の構成
この町は、公式には11の地区 (Ort) からなる。このうち小集落や孤立農場などを除く集落を以下に列記する。
- ハーク
- オーベルンシュレーツ
- ウンテルンシュレーツ

## 歴史
ナンケンロイトの領主が、15世紀から同家が断絶する1613年まで、ハークとウンテルンシュレーツを含む騎士領シュレーツを統治した。1792年からプロイセンのバイロイト侯領の一部となるが1807年にフランス領となり、1810年にバイエルン王国領となった。バイエルン王国の行政改革の時代、1818年の自治体令により、現在の自治体となった。

### 人口推移
この町の人口は、1970年 767人、1987年 783人、2000年 905人であった。

## 行政
町長は、ローベルト・ペンゼル (CSU)。彼は2014年から町長を務めている。

## 引用
1. ↑  https://www.statistikdaten.bayern.de/genesis/online?operation=result&code=12411-003r&leerzeilen=false&language=de Genesis-Online-Datenbank des Bayerischen Landesamtes für Statistik Tabelle 12411-003r Fortschreibung des Bevölkerungsstandes: Gemeinden, Stichtag (Einwohnerzahlen auf Grundlage des Zensus 2011)
2. ↑  Bayerische Landesbibliothek Online